# Samtgemeinde Bothel
Samtgemeinde Bothel er en Samtgemeinde med 6 kommuner, beliggende i Landkreis Rotenburg (Wümme), i den nordlige del af den tyske delstat Niedersachsen. Samtgemeindens administration ligger i byen Bothel.

## Geografi
Samtgemeinde ligger i landskabet Wümmeniederung og udløbere af Achim-Verdener Geest. Begge er delområder i det større landskab Stader Geest. Kommunerne ligger i et naturrigt gest-, skov- und Hedelandskab mellem bækkene Rodau og Wiedau, der er tilløb til floden Wümme.

### Nabokommuner
Nabokommuner er byen Rotenburg (Wümme), kommunen Scheeßel, byen Schneverdingen og kommunerne Neuenkirchen (Landkreis Heidekreis), byen Visselhövede, kommunen Kirchlinteln (Landkreis Verden) og Samtgemeinde Sottrum.

### Inddeling
Kommunerne i samtgemeinden er, fra vest mod øst:
- Westerwalsede
- Kirchwalsede
- Hemsbünde
- Bothel (administrationsby)
- Brockel
- Hemslingen